# RACJA Polskiej Lewicy
Rede van Pools Links of de Redepartij (Racja PL) (Pools: Racja Polskiej Lewicy) was een centrum-linkse antiklerikale politieke partij in Polen. De partij werd op 8 augustus 2002 geregistreerd als de "Antiklerikale Partij van Vooruitgang REDE" (Antyklerykalna Partia Postępu RACJA, APP Racja). Op 14 januari 2006 nam de partij de naam Rede van Pools Links aan. Het oprichtingscongres van de partij vond plaats op 16 en 17 mei 2003 in Piotrków Trybunalski. Op 23 november 2013 ging de partij samen met de Palikot-Beweging op in Jouw Beweging.
De partij keerde zich tegen de bemoeienis van de Rooms-Katholieke Kerk in staatszaken, het onderwijzen van religie op scholen en financiële staatssteun voor de Kerk in Polen. De partij streeft naar scheiding van kerk en staat, het bevorderen van de rol van vrouwen in het openbare leven, de invoering van seksuele voorlichting op scholen, subsidie voor voorbehoedsmiddelen, legalisering van abortus en euthanasie, verdraagzaamheid jegens sociale minderheden en wettelijke erkenning van homoseksuele relaties middels geregistreerde partnerschappen. De partij was voor openbare gezondheidszorg, het verhogen van belastinginkomsten, het verbeteren van economische toestanden voor bedrijven en het terugdringen van de werkloosheid. De partij was voorstander van het Poolse NAVO-lidmaatschap.
In juni 2005 steunde de partij in de Poolse presidentsverkiezingen van 2005 de kandidatuur van Senator Maria Szyszkowska, die echter te weinig handtekeningen wist te verzamelen om te kunnen deelnemen.
De partij heeft nooit zelfstandig aan verkiezingen meegedaan, maar wel deelgenomen aan samenwerkingsverbanden met andere partijen. Pas bij de verkiezingen van 2011 werden twee leden van RACJA op de lijst van de Palikot-Beweging in de Sejm verkozen. In juni 2013 nam RACJA samen met onder meer de Palikot-Beweging deel aan de oprichting van de coalitie Europa Plus. Op 6 oktober trad de partij toe tot de fusiepartij Jouw Beweging. Op 23 november 2013 hief RACJA zichzelf op.